# Naturschutzgebiet Poda

Karte der Seelandschaft um die Stadt Burgas

Das Naturschutzgebiet Poda ist Teil des Feuchtgebietes Burgas. Poda erstreckt sich südlich des Stadtkerns von Burgas zu beiden Seiten der Autobahn Burgas–Sosopol; es liegt zwischen den Stadtvierteln Pobeda, Meden Rudnik und Kraimorie. Im Westen grenzt das Areal an den Mandra-See und im Süden an das Naturschutzgebiet Usungeren an der Halbinsel Foros. Das Naturschutzgebiet Poda ist wegen seiner Flora und Fauna unter den 100 nationalen touristischen Objekten Bulgariens, die vom Bulgarischen Tourismusverband zusammengestellt wurden.

## Das Naturschutzgebiet
Das Schutzgebiet umfasst den Liman Poda, der im südöstlichen Teil durch einen kleinen Kanal ins Schwarze Meer mündet. Ursprünglich war es ein Teil des Mandra-Sees, bevor dieser in einen Stausee umgewandelt wurde. Im Osten ist es vom Schwarzen Meer durch eine schmale, sandige Landzunge getrennt. Auf dieser Nehrung verläuft die Autobahn Burgas–Sozopol. Rechts und links der Landzunge sind zahlreiche künstliche Nester für Vögel eingerichtet. Hier nistet eine Vielzahl bedrohter Vogelarten. Poda wie auch alle anderen Teile des Feuchtgebietes Burgas ist eine wichtige Station der Nord-Süd-Migration der Vögel.

## Flora und Fauna
Im Naturschutzgebiet Poda kann man den Vogelreichtum das ganze Jahr über bewundern. Während der Zeit des Vogelzugs sind Schwärme von Pelikanen und Greifvögeln zu sehen. Auch Nutrias finden dann reichlich Futter und können beobachtet werden.
255 Vogelarten sind in Poda nachgewiesen, das entspricht 67 % der gesamten Vogelwelt Bulgariens. 71 Arten davon stehen in Bulgarien auf der Roten Liste. In den offenen Wassergebieten kann man kleine weiße Reiher, kleine Haubentaucher wie auch Kolonien der großen Kormorane beobachten. In den Wintermonaten zieht das reiche Nahrungsangebot Nirzen, Haubentaucher, Glöckener, graue Enten und andere Tiere an.
Während der Brutperiode hat der Beobachter die Möglichkeit, gemischte Kolonien von Löffelenten, Ibissen, Graureihern, Kleinen, Weißen, Roten und Abend-Reihern zu beobachten.
Bekannt ist Burgas zudem als Schauplatz für den Storchen- und Greifvogelzug. Über der Stadt Burgas kreuzen sich acht Zugrouten. Während der Zugzeiten lassen sich riesige Schwärme von Weiß- und Schwarzstörchen, Rosa- und Krauskopfpelikanen, Schreiadlern, Wespenbussarden, Limikolen-, Möwen- und Seeschwalbenarten und vielen weiteren Vogelarten beobachten.
Die beste Zeit für die Vogelzüge ist:
- Frühjahrszug – Ende März bis Mitte Mai
- Herbstzug – Ende August bis Mitte Oktober

Allein während des Herbstzuges überfliegen bis zu 300.000 Weißstörche und 30 Greifvogelarten die Stadt und ihr Umland.

## Geschichte
In römischer Zeit verlief hier die Via Pontica, eine wichtige Küstenstraße von Konstantinopel, über Apollonia und Odessos zum Donaudelta. Der frühere Liman war der Eingangspunkt zum Hafen von Deultum. Der Eingang auf der Höhe von Kraimorie war befestigt. Dort befand sich die Burg Pirgos, die der späteren Stadt Burgas ihren Namen gab. Mit Hilfe einer Klappbrücke wurde der Schiffsverkehr und Landweg geschützt. Aber die Burg nahm auch Steuern ein. Heute befindet sich über diesem schmalen Weg wieder eine strategisch wichtige Straße: die Autobahn Burgas–Sozopol, die Richtung Istanbul ausgebaut werden soll.
Bis in die 1950er-Jahre war der See als Teil des Mandra-Sees gemeinsam mit dem Burgas-See für seinen Fischreichtum berühmt und wurde wirtschaftlich genutzt. An den beiden Seen war ein Großteil der Fischereiindustrie Bulgariens angesiedelt. Nach dem Bau der Ölraffinerie Nechtochim änderte sich das ökologische Gleichgewicht und der See wurde stark verschmutzt. In den letzten Jahren, vor allem nachdem die Seen zum Naturschutzgebiet erklärt wurden, verbesserte sich die Lage. Heute hat sich der Fischbestand erholt und es ist wieder Fischfang möglich.